# لمسة من الشر (فلم)
لمسة من الشر (بالإنجليزية: Touch of Evil) فيلم جريمة ودراما أمريكي من نوع الأفلام السوداء (فيلم نوار). صدر الفيلم عام 1958. كتب الفيلم وأخرجه أورسون ويلز، الذي شارك أيضًا في التمثيل. اعتمد السيناريو بشكل فضفاض على رواية وايت ماسترسون «شارة الشر» (1956 Badge of Evil). ضم فريق الممثلين تشارلتون هيستون وجانيت لي ومارلين ديتريش.
رفض النقاد الفيلم في البداية، ولكنه حقق شعبية كبيرة بين الجماهير الأوروبية وفاز بجوائز كبرى في 1958 في مهرجان بروكسل السينمائي العالمي. تجددت سمعة الفيلم خلال سبعينيات القرن الماضي، وأصبح يُنظر إليه الآن على نطاق واسع على أنه أحد أفضل أفلام ويلز وأحد أفضل أفلام العصر الكلاسيكي للفيلم نوار، وفي عام 1998، أعيد تحريره وفقًا لرؤية ويلز الأصلية، وفي عام 1993، اختارت مكتبة الكونغرس الفيلم للحفظ في السجل الوطني للأفلام بالولايات المتحدة باعتباره "مهمًا ثقافيًا أو تاريخيًا أو جماليًا.

## طاقم التمثيل
تشارلتون هيستون: في دور رامون ميغيل فارغاس
جانيت لي: في دور سوزان فارغاس
أورسون ويلز: في دور نقيب الشرطة هانك كوينلان
جوزيف كالييا: في دور بيت مينزيس
أكيم تاميروف: في دور العم جو غراندي
جوانا كوك مور: في دور مارسيا لينيكار
راي كولينز: في دور المدعي العام أدير
دينيس ويفر: في دور المدير الليلي
فال دي فارغاس: في دور بانشو
مورت ميلز: في دور آل شوارتز
فيكتور ميلان: في دور مانولو سانشيز
لالو ريوس: في دور ريستو
فيل هارفي: في دور بلين
جوي لانسينغ: في دور زيتا
هاري شانون: في دور رئيس الشرطة بيت جولد
رستي ويسكوت: في دور كيسي
واين تايلور: في دور عضو عصابة
كين ميلر: في دور عضو عصابة
ريموند رودريغيز: في دور عضو عصابة
أرلين ماكويد: في دور دور جيني
دان وايت: في دور فرد حرس الحدود
زازا جابور: في دور مالكة نادي التعري
مارلين ديتريش: في دور تانيا
مرسيدس مكامبريدج: في دور القاتل
وليام تانين: في دور هوارد فرانتز

## ملخص أحداث الفيلم
يضطر ضابط مكافحة المخدرات المكسيكي رامون ميغيل (مايك فارغاس) إلى قطع شهر العسل على الحدود المكسيكية الأمريكية، عندما يُقتل مقاول بناء أمريكي بعد أن وضع شخص قنبلة في سيارته. قُتل المقال على الجانب الأمريكي من الحدود، لكن من الواضح أن القنبلة كانت مزروعة في الجانب المكسيكي. يؤجل فارغاس عودته إلى مكسيكو سيتي، حيث هناك قضية جريمة مخدرات ضد عائلة غراندي. يعلن قائد الشرطة هانك كوينلان، المسؤول عن الجانب الأمريكي، ان لديه مشتبه به، وهو مكسيكي يدعى مانولو سانشيز. يصل فارغاس إلى كوينلان ومعاونه رقيب الشرطة بيت مينزيس، ويمسك برجال الشرطة وهم يزرعون الأدلة لإدانة سانشيز. يبقى رامون بصحبة زوجته الأمريكية الجديدة، سوزي، بأمان بعيدًا في فندق على الجانب الأمريكي من الحدود، أو هكذا يعتقد، ويبدأ في مراجعة حالات كوينلان السابقة. أثناء التركيز على الشرطي الفاسد، تعد عائلة غراندي خططهم الخاصة لفارجاس ويبدؤون بزوجته سوزي.
تتوالى الأحداث، ويعترف كوينلان أنه زرع أدلة على بعض الأشخاص، لكنه أصر على أنه فعل ذلك فقط لأنه كان يعلم أنهم مذنبون. ينتبه كوينلان إلى صدى صوتًا من الميكروفون السري، ويعتق أن فارغاس يتجسس عليه، ويحدث تبادل اطلاق نار. ينتهي الفيلم باعتراف سانشيز بالجريمة، ويتم لم شمل فارغاس مع سوزي.

## استقبال الفيلم
أضاف روجر إيبرت في عام 1998، فيلم «لمسة من الشر» إلى قائمة أفلامه العظيمة، وأشاد بالممثلين الرئيسيين والداعمين، وجادل بأن التصوير السينمائي لم يكن مجرد استعراض، ولكنه استخدم لإضافة عمق إلى الحبكة المعقدة من خلال إظهار الروابط بين الأشخاص، ومحاصرة الشخصيات في نفس اللقطات". تكهن إيبرت أيضًا بأن دور ويليس كان شبه سيرة ذاتية، واصفًا شخصية كوينلان الخاصة به على أنها تمريض العداوات القديمة وإظهار رغبة هوسية في السيطرة التي يمكن القول إنها توازي حياة ويلز ومسيرته المهنية.
كتب بيتر ستاك من بوابة سان فرانسيسكو ان فيلم «لمسة من الشر» هو بداية ذكية لأن اختراع أورسون ويلز السينمائي المذهل ووجوده المقنع كنجم من عوامل الجذب الرئيسية، هناك مناخ منظم ببراعة من الظلال والزوايا الفردية، وإضاءة النيون ومشاهد الحركة المصممة بشكل لا تشوبه شائبة، تحافظ على الاهتمام من خلال الحبكة المفتعلة والتمثيل المهذب.
كتب مايكل ويلمنجتون من شيكاغو تريبيون أن الفيلم كان «قريبًا من ذروة الأفلام السوداء بفضل لقطات الكاميرا المتحركة والزوايا المرعبة والعروض المسلية والمزهرة بشكل لا يصدق».
كتب كينيث توران في صحيفة لوس أنجلوس تايمز: «نوع من عمل الكاميرا الشجاع الجذاب الذي يفضله ويلز. اللقطات المتطرفة، والمليئة بالظلال، والزوايا، والازدهار السينمائي. يرفع الفيلم أجواء الكابوس المعتادة للفيلم الأسود إلى مستوى لم تحاول بعض الأفلام الأخرى القيام به».
منح موقع الطماطم الفاسدة الفيلم تقييم مقداره 95% بناء على آراء 78 ناقد فني، وكتب إجماع نقاد الموقع: «يعد فيلم «لمسة من الشر» الكلاسيكي المبتكر، من الناحية الفنية والعاطفية، علاجًا بصريًا، بالإضافة إلى انه فيلم إثارة غامض شرير».
منح موقع ميتاكريتيك الفيلم تقييم مقداره 99% بناء على آراء 22 ناقد فني.
احتل فيلم «لمسة من الشر» المرتبة 64 على قائمة معهد الفيلم الأمريكي «100 عام... 100 إثارة» في عام 2001.
في استطلاع رأي للمجلة الشهرية البريطانية التابعة لمعهد الفيلم البريطاني عام 2012، احتل فيلم «لمسة من شر» المرتبة 26 في رأي المخرجين، والمرتبة 57 في رأي النقاد على قائمة أعظم الأفلام على الإطلاق.

## روابط خارجية
- مقالات تستعمل روابط فنية بلا صلة مع ويكي بيانات